# Ebeltofts kommun
Land (P17) saknas i Q13406268.
Ebeltofts kommun (danska: Ebeltoft Kommune) var en kommun i dåvarande Århus amt i västra Danmark. Kommunen omfattade ett område på den södra delen av halvön Djursland och hade Data saknas. Staden Ebeltoft utgjorde kommunens centralort.
Den 1 januari 2007, som en del av kommunreformen 2007, gick Ebeltofts kommun, tillsammans med kommunerna Midtdjurs, Rosenholm och Rønde, upp i den då nybildade Syddjurs kommun.

## Socknar
Inom Danska folkkyrkan var dåvarande Ebeltofts kommun indelad i 13 socknar:
- Agri socken
- Dråbys socken
- Ebeltofts socken
- Egens socken
- Fuglslevs socken
- Helgenæs socken
- Hyllesteds socken
- Knebels socken
- Rolsø socken
- Rosmus socken
- Tirstrups socken
- Tveds socken
- Vistofts socken

Socknarna ingår i Syddjurs prosteri i Århus stift.

## Borgmästare
Denna lista hämtas från Wikidata. Informationen kan ändras där.